# Вольпи, Джузеппе
Джузеппе Вольпи (19 ноября 1877, Венеция — 16 ноября 1947, Рим) — 1-й граф Мисурата, итальянский бизнесмен и политик, член Национальной фашистской партии.

## Биография
Сын строительного инженера, после его смерти оставил учёбу в университете и принял семейное дело. Был торговым представителем, наладил связи с Banca Commerciale Italiana и при его финансовой поддержке занялся бизнесом на Востоке и на Балканах. В 1903 году получил монополию на торговлю табаком в Черногории, в 1905 году основанная им компания Antivari получила государственный подряд на строительство железной дороги в этой стране. В том же году основал в Италии электротехническую компанию SADE, которая впоследствии вошла в число крупнейших в Италии. Спроектировал и в 1919 году начал строительство порта Маргера в Венеции.
С 1921 по 1925 год был губернатором Триполитании. С 16 ноября 1922 года — сенатор. После этого служил в качестве министра финансов (1925—1929), подписал в 1927 году закон о стабилизации итальянской лиры (так называемая «Квота 90»). Был членом Большого фашистского совета. С 1934 года был президентом Фашистской конфедерации промышленников. В 1943 году арестован немецкими оккупационными властями, но затем освобождён и в 1944 году уехал в Швейцарию. Вернулся в Италию в 1947 году.
Являлся одним из основателей Венецианского кинофестиваля, на котором в честь Вольпи названы призы за лучшую мужскую и женскую роли.
Сын Джузеппе Вольпи Джованни Вольпи — автомобильный менеджер.
Джузеппе Вольпи умер в Риме 16 ноября 1947 года.

## Награды
- Орден Короны Италии
- Рыцарский военный орден чести и преданности Госпитальеров Мальты
- Серебряная медаль воинской доблести
- Медаль «За итало-австрийскую войну»
- Медаль «За победу в Первой мировой войне» (США)
- Меджидие (Турция)
- Орден Святого Саввы (Сербия)
- Орден князя Даниила I (Сербия)